# Brukev sítinovitá
Brukev sítinovitá (Brassica juncea) je jednoletá žlutě kvetoucí rostlina, druh ze širokého rodu brukev. Dříve se rostlina pro svá olejnatá semena místně pěstovala i ve Střední Evropě, nyní se zde vyskytuje jen sporadicky jako neofyt, jako plevel občas zavlečený osobní nebo nákladní dopravou.
Tento tetraploidní druh pravděpodobně vznikl hybridizací mezi brukví řepákem (Brassica rapa) a brukví černou (Brassica nigra), jeho ploidie je 2n = 36.

## Výskyt
Druh pochází z míst na hranicích Indie s Čínou odkud se v minulosti rozšířil téměř na celý indický subkontinent, do Střední i Malé Asie, Japonska i Afriky. V Evropě se v současnosti pěstuje jen řídce na jihozápadě, zato v Asii je hojně rozšířenou plodinou. Pěstuje se také v Americe a jako plevelná rostlina se rozšířila téměř po celé zeměkouli včetně Austrálie a Oceánie.
Je přizpůsobivá ke kvalitě půdy a dobře se ji daří v oblastech s vyššími denními teplotami. Po vyklíčení potřebuje mladá rostlinka dostatek vody, později roste i za poměrného sucha, svým dlouhým kořenem dokáže získat vláhu z velké hloubky.

## Popis

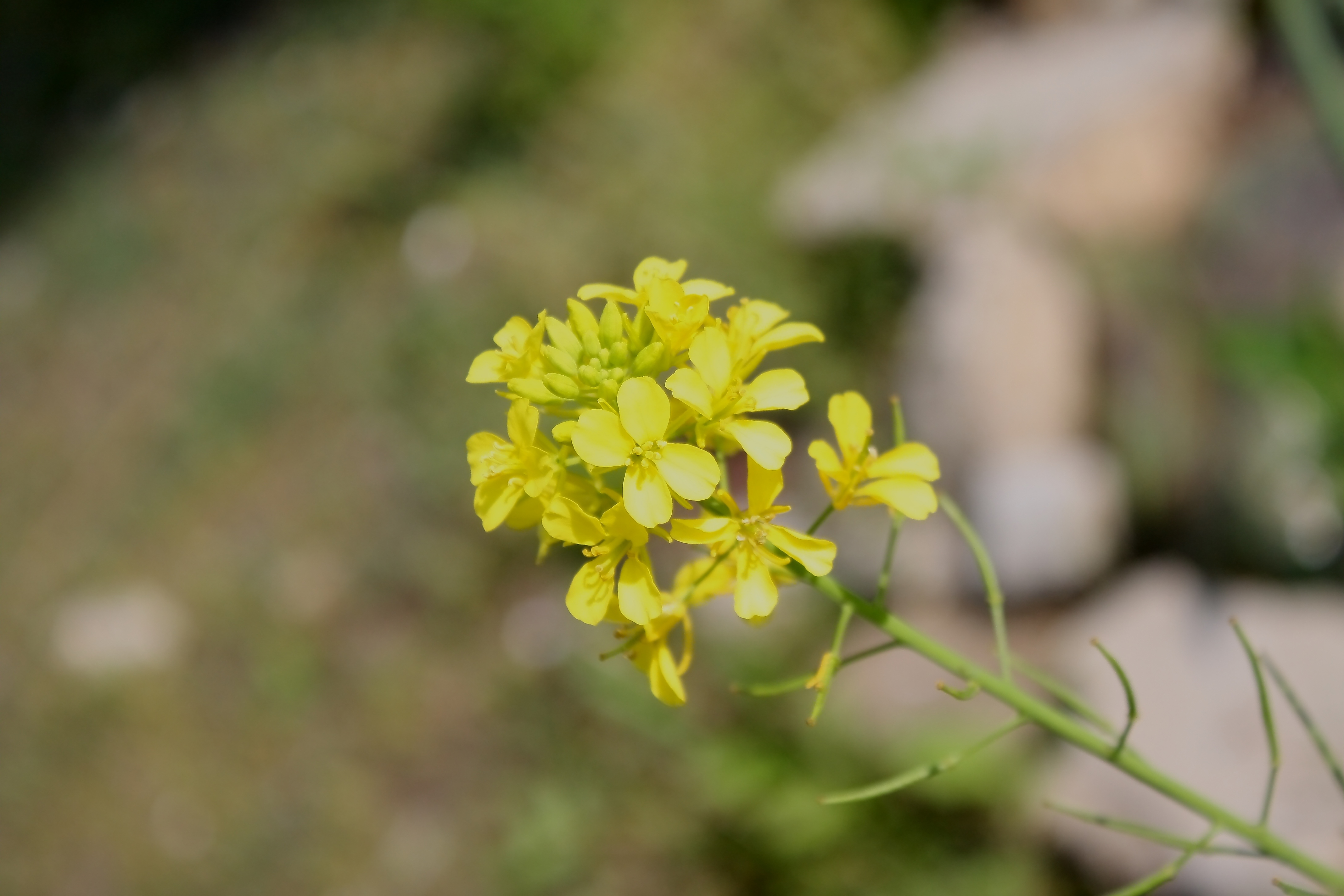
Květenství

Jednoletka s přímou lodyhou která dorůstá do výše 50 až 150 cm a roste z kořene sahajícího do hloubky až 1 m. Na bázi dřevnatějící lodyha se v horní třetině dělí do dlouhých větví a ve spodní části bývá řídce porostlá štětinatými chlupy. Její bazální i spodní lodyžní listy, 20 × 8 cm velké, jsou lyrovitě peřenodílné s jedním až třemi páry segmentů a se široce vejčitým segmentem koncovým. Vejčité čepele se na bázi se zužují do dlouhého řapíku, po obvodě jsou nepravidelně zubaté a na spodní straně bývají řídce chlupaté. Horní listy lodyhy jsou celistvé, obkopinaté až čárkovité, mají krátký řapík nebo jsou přisedlé, směrem vzhůru se zmenšují a přecházejí v listeny květenství. Variabilita tvarů bazálních i lodyžních listů je u tohoto druhu velmi silná a proto bývá u brukve sítinovité popisováno množství nižších taxonů.
Čtyřčetné oboupohlavné květy na stopkách mají podlouhlé kališní lístky o délce 4 až 6 mm. Vejčité až obvejčité žluté korunní lístky, 8 až 11 mm dlouhé, mají asi 4 mm velký nehtík a na vrcholu jsou obvykle okrouhlé nebo mají plytký zářez. Šest čtyřmocných tyčinek dlouhých 4 až 7 mm nese podlouhlé prašníky. Květy bývají ze dvou třetin opyleny samosprašně (lepkavý pyl je těžký a na velkou vzdálenost nedoletí) a zbytek je opylován létajícím hmyzem kterému rostlina poskytuje hodně pylu i nektaru.
Plody jsou 3 až 6 cm dlouhé a 3 až 4 mm široké, válcovité nebo mírně čtyřhranné, dvoudílné šešule s kuželovitým bezsemenným vrcholem. Obsahují tmavá až světle hnědá semena mající 1 až 2 mm v průměru.

## Význam
Semena brukve sítinovité obsahují 30 až 40 % oleje se silnou hořčičnou silicí který se obvykle používá při výrobě „ostřejších“ hořčic; pro snadnější pěstování vytlačuje tento druh původně užívanou brukev černou. V Indii je vylisovaný olej hlavním potravinářským olejem a používá se také v kosmetice a pro výrobu průmyslových maziv.
V asijských a afrických oblastech jsou tradičně pěstovány odrůdy brukve sítinovité s měkkými lodyhami a velkými listy s dužnatými řapíky, ty se sklízejí postupně a jedí jako syrová, vařená, smažená či konzervovaná zelenina bohatá na vitamín C a další minerální látky, nově se tyto způsoby konzumace šíří i v Severní Americe.
V evropských podmínkách se brukev sítinovitá používá ve dvou typech, jeden je tmavosemenný (nesprávně černá hořčice) a druhý žlutosemenný. Tmavosemenný má pravidelná hnědá semena s typickým síťováním na povrchu a přidává se při výrobě kremžské hořčice. Žlutosemenný má drobná, sytě žluté semena s vyšším obsahem silice a přidává se při výrobě orientálních hořčic.
Důležitou vlastností rostliny je schopnost odstraňovat tzv. fytoextrakcí toxické kovy z půdy. Jedná se o schopnost vytahovat z půdy a ve vysoké koncentraci zabudovávat ve svém pletivu kontaminanty Pb, Cd, Ni, Zn, Cu, Cr, Co, Hg i některé radionuklidy. Po dozrání se tyto rostliny sklidí a spálí nebo chemicky zpracují.